# واراگاشینا
واراگاشینا (به لاتین: Waragashinna) یک منطقهٔ مسکونی در سری‌لانکا است که در استان مرکزی (سری‌لانکا) واقع شده‌است.